# Dar Młodzieży (schip, 1982)

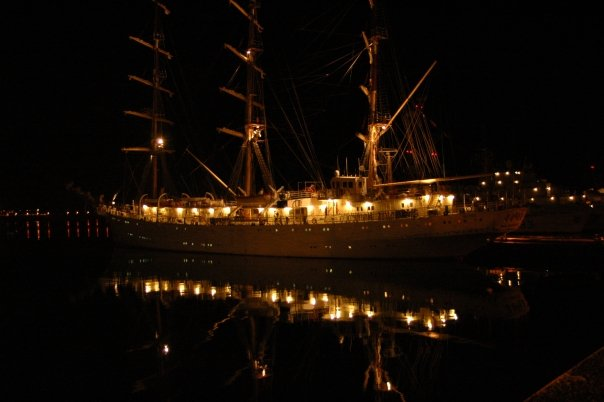
Dar Młodzieży 's nachts in Brest (Frankrijk)

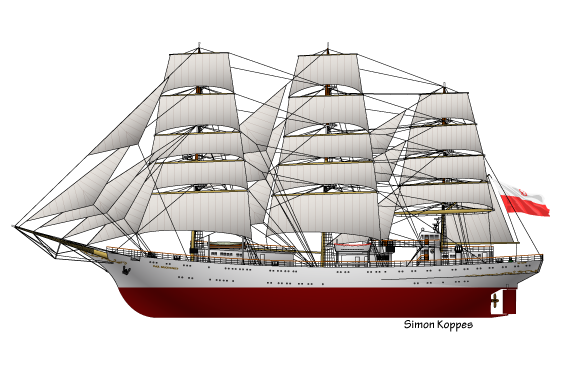
Liintekening van de Dar Młodzieży

De Dar Młodzieży (Pools voor Gift van de jeugd) is een Pools zeilschip. Het schip, ontworpen door Zygmunt Choreń, werd gebouwd op de scheepswerf van Gdansk, waar het in 1981 te water werd gelaten.
De Dar Młodzieży is eigendom van de Hogere Zeevaartschool van Gdynia, die het schip inzet als opleidingsschip. Aan boord is plaats voor ruim 130 cadetten en een vaste bemanning van 32 personen. De "Dar" is volledig uitgerust voor de opleiding van studenten in de maritieme wereld. Zo is er, onder de hoofd-navigatiebrug een extra brug uitgerust met dezelfde instrumenten en verschillende kaartentafels. Ook beschikt het schip over een apart klaslokaal.
Zusterschepen van de Dar Młodzieży zijn Druzhba (1987), Khersones (1988), Mir (1987), Pallada (1983) en Nasheba (1992).

## Technische gegevens
- tonnage: 2.385 bruto
- waterverplaatsing: 2.946 ton
- lengte: 108,8 m over alles
- breedte: 14 m
- diepgang: 6,4 m
- masthoogte boven water: 49,5 m
- zeiloppervlak:3.015 m²
- MMSI: 261148001
- IMO: 7821075
- Call sign: SQLZ

## Antwerpen
De Dar Młodzieży was al meerdere malen te gast in Antwerpen. Zo meerde hij verschillende keren aan voor de Tall Ships' Races.
Sinds 2008 wordt de Dar Młodzieży ingezet voor de zeestage van de eerstejaarsstudenten aan de Antwerpse Hogere Zeevaartschool. Deze stage duurt ongeveer 1 maand en wordt jaarlijks georganiseerd in de paasvakantie en de twee weken die daaraan voorafgaan.
Zeilen met een tallship is niet te vergelijken met de moderne scheepvaart. Toch blijft het voor beginnende studenten een nuttige en leerrijke ervaring op vlak van zeegewenning, werken in teamverband, het principe van wachtlopen en discipline.